# Lijst van golfers op de Europese Senior Tour
De Lijst van spelers op de Europese Senior Tour bevat de winnaars vanaf 1992, toen de Tour werd opgericht, en spelers die in 2010 speelden.

## Voormalige winnaars
| - Michael Allen - Brian Barnes - Maurice Bembridge - John Bland - Bob Boyd - Gordon Brand Jr. - Gordon J. Brand - Jerry Bruner - Peter Butler - Giuseppe Cali - Delroy Cambridge - Bob Cameron - Renato Campagnoli - Horacio Carbonetti - Luis Carbonetti - Ray Carrasco - Bob Charles - John Chillas - Neil Coles - David Creamer - Alberto Croce - Mike Cunning - Priscillo Diniz - Jay Dolan III - Denis Durnian - Seiji Ebihara - Guillermo Encina - Marc Farry - Phil Ferranti - Bruce Fleischer - John Fourie | - Fred Funk - Terry Gale - Bernard Gallacher - Jean Garaialde - Antonio Garrido - Stewart Ginn - David Good (2001) - John Grace (2000) - Malcolm Gregson - Jay Haas - Walter Hall - John Hamilton - Bill Hardwick - Mike Harwood - Jimmy Heggarty - Liam Higgins - Tommy Horton - Domingo Hospital - Brian Huggett - David Huish - Mark James - Nick Job - Brian Jones - David Jones - TR Jones - Tony Johnstone - Barry Lane - Bernhard Langer - Tom Lehman - Bob Lendzion - Paul Leonard (1998) | - Gavan Levenson - Bobby Lincoln - Bill Longmuir - Carl Mason - Joe McDermott - Mark McNulty - Ross Metherell - Mike Miller - Peter Mitchell - John Morgan - Christy O'Connor jr. - Denis O'Sullivan - David Oakley - Pete Oakley - Simon Owen - Eddie Polland - Gary Player - Juan Quiros - Glenn Ralph - Noel Ratcliffe - Jim Rhodes - Ian Richardson - José Rivero - Loren Roberts - José María Roca - Costantino Rocca - Eduardo Romero - Boonchu Ruangkit - David J Russell - George Ryall (2010) | - Peter Senior - Bob Shearer - Deray Simon - Michael Slater (1999) - Bertus Smit - Des Smyth - Kevin Spurgeon - Ian Stanley - Steve Stull - Noboru Sugai - Alan Tapie - Katsuyoshi Tomori - Sam Torrance - Peter Townsend - Bruce Vaughan - Bobby Verwey - Jeff Van Wagenen - Brian Waites - Tom Wargo - Géry Watine - Denis Watson - Tom Watson - Russell Weir - Gary Wintz - Gary Wolstenholme - Hank Woodrome - Ian Woosnam |

De namen van de spelers die het Dutch Senior Open hebben gewonnen, zijn vetgedrukt, het jaar staat erachter.

## Spelers 2011
Winnaar van de Tourschool was de Amerikaan Tim Thelen, die pas in juni 2011 50 jaar wordt en vanaf dan mag meedoen. De tweede plaats werd gedeeld door de Zweed Peter Dahlberg en de Ierse amateur Pat Errity.
Iedereen uit categorie 1 mag meedoen. Uit categorie 4 mogen de top 20 van de inschrijvers meedoen. De rest van het spelersveld wordt aangevuld met spelers uit lagere categorieën.
| Cat. 1: nrs. 1-30 van 2010 1. Boonchu Ruangkit 2. Chris Williams 3. Angel Franco 4. Gordon Brand Jr. 5. Carl Mason 6. David J Russell 7. Andrew Oldcorn 8. Marc Farry 9. Des Smyth 10. Sam Torrance 11. Bill Longmuir 12. Jerry Bruner 13. Roger Chapman 14. Mike Cunning 15. Gordon J. Brand 16. Ross Drummond 17. Gary Wolstenholme 18. Juan Quiros 19. David Merriman 20. Barry Lane 21. John Bland 22. Glenn Ralph 23. Bobby Lincoln 24. Bob Cameron 25. Mark Belsham 26. Kevin Spurgeon 27. George Ryall 28. Ian Woosnam 29. Peter Fowler | Cat. 2: Toernooiwinnaars uit de voorgaande drie jaren Cat. 3: Sponsoruitnodigingen meestal maximaal vier spelers Cat. 4: Top-verdieners - Mark James (9) - Costantino Rocca (10) - José Rivero (16) - Anders Forsbrand (22) - Eamonn Darcy (24) - Rodger Davis (26) - Mark Mouland (31) - Christy O'Connor (36) - David Frost (41) - Andrew Sherborne (46) - Nick Job (47) - Noel Ratcliffe (48) - Denis Durnian (49) - Manuel Piñero (55) - Antonio Garrido (57) - Denis O'Sullivan (58) - Jim Rhodes (59) - John Chillas (63} - Paul Curry (64) - Giuseppe Cali (71) - Maurice Bembridge (73) - Katsuyoshi Tomori (74) - Mike Clayton (75) - Luis Carbonetti (76) - Ian Mosey (89) - Mike Miller (91) - Horacio Carbonetti (98) | Cat. 5: Reserve wordt bijna nooit gebruikt Cat. 6: via de Tourschool: nrs. 1-6 krijgen volle spelerskaart nrs. 7-16 krijgen een voorwaardelijke kaart 1. Tim Thelen 2. Pat Errity 3. Peter Dahlberg 4. Fraser Mann 5. Ángel Fernández 6. Manuel Moreno 7. Jeb Stuart 8. Steve Van Vuuren 9. Graham Banister 10. Gordon Manson 11. Joe Stanberry 12. Brian Evans 13. Jean Pierre Sallat 14. François Illouz 15. Terry Burgoyne 16. Jimmy Heggarty |

## Spelers 2010
Boonchu Ruangkit uit Thailand is in 2010 nieuw op de Senior Tour en heeft al het 2de, 3de en 4de toernooi gewonnen.
| - Peter Allan 9/18 - Per Backstrom = - Hugh Baiocchi 4/81 - Graham Banister 6/4 - Mark Belsham 9/2 - Maurice Bembridge 4/68 - John Benda 9/16 - Stephen Bennett 5 - John Bland 1/26 - Bob Boyd 1/18 - Gordon J. Brand 1/21 - Gordon Brand Jr. 1/16 - Matt Briggs 9/27 - Per-Arne Brostedt 9/20 - Jerry Bruner 1/20 - Giuseppe Cali 4/67 - Delroy Cambridge 2/10 - Bob Cameron 1/8 - José Maria Cañizares 4/40 - Horacio Carbonetti 9/1 - Luis Carbonetti 4/77 - Roger Chapman 1/12 - Bob Charles 4/63 - John Chillas 1/29 - Neville Clarke = - Mike Clayton 4/73 - Derrick Cooper 4/51 - David Creamer 4/99 - Mike Cunning 2/7 - Peter Dahlberg 9/11 - Eamonn Darcy 1/23 - Glyn Davies 9/17 | - Ross Drummond 1/11 - Philippe Dugeny 9/25 - Denis Durnian 4/46 - Seiji Ebihara 4/64 - Nick Faldo 4/4 - Marc Farry 4/38 - Ángel Fernández 6/6 - Peter Fowler 4/21 - Angel Franco 1/5 - David Frost 4/47 - Bernard Gallacher 4/65 - Victor García 9/23 - Antonio Garrido 4/55 - David Good 4/71 - John Gould 6/9 - Martin Gray 1a - Malcolm Gregson 4/70 - Graham Gunn 9/5 - Jeff Hall 9/13 - Bill Hardwick 9/10 - John Harrison 6/1 - Mike Harwood 1/9 - Jimmy Heggarty 1/27 - Chris Hooper 9/48 - Tommy Horton 4/37 - John Hoskison 9/22 - Domingo Hospital 1/25 - Brian Huggett 4/93 - Mark James 2/8 - Nick Job 1/17 - Anders Johnsson 6/3 - Tony Johnstone 1/7 | - TR Jones 9/33 - Doug Johnson 9/3 - Mitch Kierstenson 9/34 - Barry Lane 4/4 - Bernhard Langer 2/6 - Tom Lehman - Gavin Levenson 4/82 - Bobby Lincoln 1/24 - Chris Linstead 9/41 - Bill Longmuir 1/30 - Michael Lord 9/35 - Sandy Lyle 4/13 - Fraser Mann 6/5 - Steve Martin 9/29 - Carl Mason 1/3 - Bill McColl 9/28 - Brian Marchbank 4/94 - David Merriman 1/13 - Mike Miller 4/87 - Peter Mitchell 1/6 - Ian Mosey 4/86 - Andre Murray 4/91 - Frank Nobilo 4/32 - Greg Norman 4/18 - Christy O'Connor jr. 4/39 - Denis O'Sullivan 4/56 - Pete Oakley 6/8 - Andrew Oldcorn 4/25 - Simon Owen 4/84 - Manuel Piñero 4/54 - Tim Planchin 9/44 - Gary Player 4/96 - Martin Poxon 4/89 | - Tony Price 9/31 - Juan Quiros 2/3 - Glen Ralph 1/4 - Noel Ratcliffe 4/43 - Jim Rhodes 4/57 - José Rivero 1/22 - Costantino Rocca 4/10 - Eduardo Romero 2/5 - Boonchu Ruangkit 2/13 - David J Russell 4/50 - George Ryall 9/15 - Jean Pierre Sallat 9/14 - Ove Sellberg 4/97 - Peter Senior 1/14 - Stephen Shields 9/46 - Bertus Smit 1/10 - Des Smyth 1/15 - Adan Sowa 6/2 - Kevin Spurgeon 2/13 - Barrie Stevens 9/37 - Jeb Stuart = - Peter Teravainen 4/74 - Katsuyoshi Tomori 1/28 - Sam Torrance 1/1 - Greg Towne 9/2 - Steve Van Vuuren 9/43 - Géry Watine 9/7 - Chris Williams 1/19 - Mike Williams 6/10 - Duncan Williamson 9/47 - Ricky Willison 9/? - Gary Wolstenholme - Ian Woosnam 1/2 - Doug Young 9/40 |

De namen van de spelers die in 2010 gewonnen hebben, zijn vetgedrukt. Achter de naam van de speler staat zijn categorie en zijn plaats daarin. Als er niets achter staat hebben zij toch een keer meegedaan. via lokale kwalificatie of sponsoruitnodiging.